# Josef Brandl (Jurist)
Josef Wilhelm Brandl (* 30. April 1901 in Osterhofen; † 13. August 1991 in Passau) war ein deutscher Verwaltungsjurist. Während der deutschen Besetzung Polens 1939–1945 leitete er im Generalgouvernement die Wirtschaftsabteilungen im Distrikt Krakau und im Distrikt Galizien. Noch 1944 wurde er im Distrikt Galizien kommissarischer Amtschef der Zivilverwaltung. Seiner strafrechtlichen Verfolgung in der Volksrepublik Polen entzog er sich durch Flucht.
Brandl lebte bis 1950 als „Karl Müller“ in der Illegalität. In dieser Zeit wurde 1947 gegen Josef Brandl in Abwesenheit ein Entnazifizierungsverfahren mit der Einstufung „Mitläufer“ durchgeführt. 1954 kam Brandl über das Amt Blank in das Bundesministerium der Verteidigung und wurde dort Regierungsdirektor. Er wechselte 1956 in das Bundesministerium für Atomfragen und war dort als Ministerialrat auch für das Kernforschungszentrum Karlsruhe zuständig, dessen Geschäftsführer er anschließend von 1961 bis 1968 war. 1967 vertuschte er dort mehrere Störfälle.

## Leben
Brandl war der Sohn des Lehrers Joseph Brandl und seiner Ehefrau Sophie. Nach dem Besuch der Volksschule in Osterhofen wechselte er auf die Oberrealschule im nahegelegenen Passau. Schon als 18-jähriger Oberrealschüler schloss er sich am 14. März 1920, einen Tag nach Beginn des Lüttwitz-Kapp-Putschs, als Freiwilliger dem Freikorps Epp an. Im Juli 1920 legte er dann die Abiturprüfung ab.
Brandl studierte zunächst im Wintersemester 1920/21 am Lyzeum Passau, ehe er schon zum Sommersemester 1922 an der Ludwig-Maximilians-Universität München ein Studium der Rechte aufnahm. 1922 wurde er Mitglied im pflichtschlagenden Corps Bavaria München, einer besonders traditionsbewussten und strikten Korporation, die keine Doppelmitgliedschaften, Freundschaften oder Kartelle mit anderen Verbindungen zuließ. Im Wintersemester 1923/24 wechselte er an die Julius-Maximilians-Universität Würzburg, an der er 1924 die Erste Juristische Staatsprüfung ablegte und 1926 mit einer Arbeit über Das abgekürzte Verfahren vor dem Einzelrichter im Strafprozess cum laude zum Dr. iur. promoviert wurde. Den juristischen Vorbereitungsdienst leistete Brandl am Amts- und Landgericht Passau und war beim Stadtrat und Bezirksamt Passau tätig. Im November 1927 legte er die zweite juristische Staatsprüfung ab und war anschließend von 1928 bis 1938 als am Landgericht Passau zugelassener Rechtsanwalt tätig. Während dieser Zeit heiratete er am 26. August 1930; er wurde Vater von drei 1931, 1936 und 1944 geborenen Kindern.

### Politischer und beruflicher Werdegang bis zum Kriegsbeginn 1939
In die Nationalsozialistische Deutsche Arbeiterpartei (NSDAP) trat Brandl zum 1. Mai 1933 ein. Dabei deutet seine Mitgliedsnummer 2.526.738 darauf hin, dass er schon bald nach der sogenannten „Machtergreifung“ der Nationalsozialisten im Frühjahr 1933 seinen Antrag auf Mitgliedschaft gestellt hatte. Im Nationalsozialistischen Kraftfahrkorps (NSKK) war er seit 1936 Mitglied. Er bekleidete dort den Rang eines NSKK-Obertruppführers, was dem Rang eines Oberfeldwebels bei der Wehrmacht entspricht. Vorher gehörte Brandl von 1933 bis 1936 der SA-Reserve an, die er aber 1936 zugunsten der NSKK-Mitgliedschaft aufgab, da erstere mittlerweile, und eigentlich schon seit dem gescheiterten Röhm-Putsch 1934 „für einen Akademiker nicht mehr karriereförderlich“ war. Zudem war er Mitglied der Nationalsozialistischen Volkswohlfahrt (NSV) und gehörte dem Nationalsozialistischen Rechtswahrerbund an. Privat widmete sich Brandl dem Rudersport, war aktiver Leistungsruderer und gleichzeitig Vereinsfunktionär. So bekleidete er von 1934 bis 1936 das Amt des ersten Vorsitzenden beim Passauer Ruderverein 1874 e. V. Während seiner Amtszeit hieß es in der Festschrift zum 60-jährigen Jubiläum des Rudervereins: „[...] kerndeutsches Fühlen und Handeln war die Voraussetzung für die Aufnahme im Verein seit allen Zeiten, vor allem seit die Kriegsgeneration am Steuer des Vereins stand, seit 1919.“
1936 gab Brandl seine Rechtsanwaltspraxis auf und ging zur Reichsumsiedlungsgesellschaft (RUGes). Dort leitete er bis 1938 die Zweigstellen Eschenbach in der Oberpfalz und Amberg. Zu seinem Aufgabenbereich gehörte die Beschaffung von Grundstücken für die Wehrmacht. Brandl war für die Umsiedlungsmaßnahmen zuständig, die für die Erweiterung der oberpfälzischen Truppenübungsplätze Hohenfels und Grafenwöhr durchgeführt wurden. Dabei mussten alleine im Fall Grafenwöhr mehrere Tausend Menschen ihre Heimat aufgeben. Bei den folgenden Entschädigungs- und Enteignungsverfahren der Landwirte, die Haus und Grundstück verloren, schloss Brandl Ende 1938 teilweise Vergleiche; verwaltungsgerichtliche Verfahren, die Enteignete wegen zu geringer Entschädigungen anstrengten, führte er aber auch bis zur Revision beim Preußischen Oberverwaltungsgericht. Das Dienstzeugnis der RUGes vom 12. Dezember 1938 bescheinigte ihm, er sei „einer der besten Zweigstellenleiter der Reichsumsiedlungsgesellschaft“ gewesen.
Ein dreiviertel Jahr nach dem Anschluss Österreichs wechselte er im Dezember 1938 in die wehrwirtschaftliche Abteilung beim Reichsstatthalter in Wien und arbeitete als wissenschaftlicher Hilfsarbeiter unter Otto Wächter, der die Wiener Dienststelle leitete und Brandls weitere Karriere entscheidend förderte. Die Arbeit, die Brandl in dieser wehrwirtschaftlichen Abteilung leistete, wird von den Historikern Bernd-A. Rusinek wie auch Thomas Raithel und Niels Weise übereinstimmend als die eines „Kriegsertüchtigungsmanager[s]“ eingeschätzt, der die österreichische Wirtschaft, insbesondere die Rüstungsindustrie, für einen bevorstehenden Krieg optimieren sollte.

### Funktionen im Generalgouvernement
Nach dem Überfall auf Polen leistete Brandl zunächst Kriegsdienst als Wehrmachtsbeamter bei der in Wien aufgestellten 14. Armee. Mit dem Stab des Armeeoberkommandos, dem auch Verwaltungsfachleute aus der Wehrwirtschaftsabteilung des Reichstatthalters in Wien angehörten, kam Brandl nach Polen. Aus diesen und anderen Verwaltungsbeamten wurden Ende Oktober 1939 die zivilen Distriktverwaltungen im besetzten Polen gebildet. Konkret wurde aus der Dienststelle „Chef der Zivilverwaltung beim AOK 14“ nun die Distriktverwaltung Krakau, der Otto Wächter als „Gouverneur“ vorstand. Brandl leitete unter Wächter die Abteilung Wirtschaft. Im Juli 1940 wurde er zum Regierungsrat ernannt.
Die deutsche Besatzung des Generalgouvernements war dadurch charakterisiert, dass die jüdische und große Teile der polnischen Bevölkerung umgebracht wurden. In diesem Gebiet wurde, nachdem kein schneller Sieg im Osten zu erwarten war, parallel zu den Vernichtungsaktionen (Vernichtung durch Arbeit) eine wirtschaftliche Ausbeutungspolitik forciert, die den kriegsbedingten Arbeitskräftemangel in der deutschen Wirtschaft kompensieren sollte. An der Nahtstelle von Vernichtungs- und Ausbeutungspolitik agierte Brandl und kooperierte eng mit der die wirtschaftliche Ausplünderung Polens organisierenden Haupttreuhandstelle Ost (HTO). Die Treuhandstelle im Generalgouvernement gründete im Herbst 1941 eine eigene „Treuhandverwertungsgesellschaft m.b.H.“ in Krakau, deren zweiter Geschäftsführer Brandl wurde. Sie war für die Veräußerung von beweglichem Vermögen wie Firmeninventar, Möbel und Ausrüstungsgegenstände zuständig und wurde, so Thomas Raithel und Niels Weise, „zu einem wichtigen Akteur in der nationalsozialistischen Raub- und Enteignungspolitik“. Bis Februar 1942 führte Brandl seine Dienstgeschäfte im Distrikt Krakau, anschließend im Zuge der Erweiterung des Generalgouvernements in Lemberg, Distrikt Galizien, wo er außerdem ab Februar 1944 nach dem Partisanenanschlag auf den bisherigen Amtsinhaber Otto Bauer kommissarischer Amtschef war.
Brandl war nicht nur über die Verfolgung der Juden und den Holocaust umfassend informiert, sondern laut Stephan Lehnstaedt vom Deutschen Historischen Institut Warschau „eine zentrale Figur für die Ausplünderung von Juden und Polen“. Als Ökonom und „Raubfachmann“, wie Bernd-A. Rusinek Brandl bezeichnet, verhandelte Brandl wiederholt mit dem SS- und Polizeiführer (SSPF) von Galizien, Fritz Katzmann, um für die Kriegswirtschaft unbedingt notwendige jüdische Arbeitskräfte von den Deportationen auszunehmen. Bei einer Zeugenvernehmung am 24. Mai 1966 beklagte sich Brandl rückblickend, Katzmann habe ihm zu wenig jüdische Arbeitskräfte überlassen, etwa nur 10- bis 15.000, wenn er 20.000 gefordert habe. Die Aussage Brandls in derselben Vernehmung, „die sonstigen Maßnahmen gegen [sic] jüdische Bevölkerung sind mir zwar bekannt. Meine Abteilung hat mit diesen Dingen aber nichts zu tun gehabt“, werden in der Forschung als eine der eigenen Entlastung dienende Beschönigung des tatsächlichen Sachverhalts angesehen. Brandl betonte im Sommer 1942 „die Überlastung der Ostbahn mit dringlich zu befördernden Gütern“. Diese Transportengpässe ergaben sich aus drei Faktoren: der Sommeroffensive der Wehrmacht, der Ernte und den Deportationen von täglich rund 5.000 Menschen in die Vernichtungslager der Aktion Reinhardt. Um diese Transporte besser koordinieren zu können, hatte die Wirtschaftsabteilung eine Distriktverkehrsleitung in Lemberg eingerichtet; dieser Distriktsverkehrsleitung gehörte auch ein Vertreter aus Brandls Abteilung an. Die Historiker Raithel und Weise kommen zu dem Schluss, unabhängig davon, ob Brandls Abteilung direkt oder indirekt für den Holocaust aktiv war, „muss konstatiert werden, dass die Zivilverwaltung und insbesondere auch die Wirtschaftsverwaltung die administrativen und wirtschaftlichen Rahmenbedingungen schuf, in denen der Völkermord durchgeführt wurde.“ Im Mai 1944 kam SS-Chef Heinrich Himmler nach Lemberg und besprach mit Otto Wächter und Josef Brandl, der seit Februar als kommissarischer Amtschef fungierte, neben Wirtschafts- und Ernährungsproblemen auch die Frage einer anstehenden Evakuierung Lembergs vor der Roten Armee. Brandl sagte in seiner Vernehmung am 24. Mai 1966 aus, dabei seien „Judenangelegenheiten“ kein Thema gewesen, „da die Juden zu diesem Zeitpunkt ja schon nicht mehr lebten.“ Im September 1944 wurde Otto Wächter Chef der deutschen Militärverwaltung in Italien, und Brandl folgte ihm dorthin.

### Kriegsende in Italien und Inhaftierung
Wächter war dem Höchsten SS- und Polizeiführer in Italien, Karl Wolff, unterstellt, dessen Zuständigkeitsbereich auch die Wirtschaftsangelegenheiten der Wehrmacht in Norditalien umfasste. Brandl arbeitete in Bergamo erneut als Leiter der Wirtschaftsabteilung. Mit Oberitalien war er für ein industrielles Zentrum zuständig. Formal gehörte er als Militärbeamter nun wieder der Wehrmacht an. In seinem Personalbogen bezeichnete er seinen Rang als „Militärverwaltungschef im Range eines Obersten“. Zudem wurde er noch Anfang 1945 zum Regierungsdirektor ernannt. Seine Planstelle war formal bei der nicht mehr existierenden „Regierung des Generalgouvernements“ eingerichtet.
Am 2. Mai 1945 geriet Brandl nach der deutschen Teilkapitulation in Italien in Gossensaß in Südtirol in amerikanische Kriegsgefangenschaft, die er bis Februar 1946 in Heilbronn, anschließend bis Ende Juni 1946 im Camp 71 in Ludwigsburg verbrachte. Von dort wurde Brandl in ein amerikanisches Zivilinternierungslager überstellt, wahrscheinlich zuerst das Camp 78 in Zuffenhausen, ehe er nach Dachau kam, wo es ab Juli 1946 mit dem „War Crime Central Suspect and Witness Enclosure“ auf dem Gelände des ehemaligen KZ Dachau das einzige Internierungslager in der amerikanischen Besatzungszone gab, in dem stark belastete Funktionsträger des NS-Regimes inhaftiert waren. Zu Brandl wurde Ende Juli 1946 auf einer Karteikarte der War Crimes Group, der zentralen Behörde der US-Militärjustiz zur Verfolgung von Kriegsverbrechen, notiert: „This prisoner is of War Crimes interest and should not released without notification and approval by this organization“. Er stand auf einer von der polnischen Exilregierung in London erstellten Liste von Kriegsverbrechern. Ihm wurde als Leiter der Wirtschaftsabteilungen in Krakau und Lemberg „confiscation of property“ zur Last gelegt und die amerikanische Militärjustiz stimmte dem polnischen Auslieferungsantrag zu.

### Illegalität und Entnazifizierung nach 1945
Während des Auslieferungstransportes nach Polen konnte Brandl am 22. November 1946 aus dem Zug fliehen. Er tauchte für die nächsten Jahre mit falschen Papieren auf den Namen „Karl Müller“ unter. 1947 erhielt er unter dieser falschen Identität sogar von der Münchner Polizei einen Ausweis, war zunächst bis November 1947 in München gemeldet, danach für zweieinhalb Jahre in Heilbronn. Während dieser Zeit führte die Spruchkammer Passau gegen Josef Brandl ein Entnazifizierungsverfahren in Abwesenheit durch. Er wurde mit Entscheid der Spruchkammer, der an seine elterliche Wohnung in Passau adressiert war, wegen seiner Mitgliedschaften in der NSDAP, der SA und dem NSKK unter Verzicht auf eine Geldsühne „in die Gruppe der Mitläufer“ eingestuft. Ob zeitgleich auch ein Entnazifizierungsverfahren gegen „Karl Müller“ durchgeführt wurde, konnte bislang nicht geklärt werden.
Müller alias Brandl leitete nun die aus drei Mitarbeitern bestehende Heilbronner Filiale des Entrostungsbetriebes „Anti-Rost“, dessen Stammsitz in München lag. Als diese Firma zum 1. Januar 1950 ihren Betrieb einstellte, machte er sich als Kleinunternehmer im Metallgroßhandel selbständig. Brandls kleine Firma existierte noch bis Mitte der 1950er Jahre. Im Sommer 1950 nahm Brandl wieder seinen richtigen Namen an. Dabei nutzte er das Ende 1949 verabschiedete „Gesetz über die Gewährung von Straffreiheit“, das in Paragraph 10 Straffreiheit zusicherte, wenn der Betreffende seine falschen Angaben bis zum 31. März 1950 bei einer Polizeibehörde richtigstellte. Noch im gleichen Jahr holte Brandl seine in Passau gemeldete Ehefrau und ihre gemeinsamen drei Kinder zu sich nach Heilbronn.

### Karriere im Verteidigungsministerium und Atomministerium
Nachdem im April 1951 das Ausführungsgesetz „zur Regelung der Rechtsverhältnisse der unter Artikel 131 des Grundgesetzes fallenden Personen“ den noch nicht pensionierten, entlassenen oder vertriebenen Beamten den Status eines Beamten „zur Wiederverwendung“ einschließlich ihrer alten Amtsbezeichnung zusicherte, bemühte sich Brandl um eine Wiederaufnahme in den Staatsdienst. Ein erstes Angebot für eine Stelle als Sachgebietsleiter im „ERP-Kontor“, einer Behörde, die dem Bundesministerium für Angelegenheiten des Marshallplanes untergeordnet war, schlug er 1952 aber aus. Selbstbewusst erklärte er bei seiner schriftlichen Absage, „dass die auszuübende Tätigkeit weder selbständig ist, noch meine Leistungsfähigkeit ausfüllen würde“. Er wartete bis Mai 1954, um dann ein „Gesuch um die Übernahme“ in das Amt Blank, die Vorgängerinstitution des Verteidigungsministeriums, zu stellen.
Brandls Tätigkeit im Generalgouvernement wurde zwar bei der Sichtung seiner Bewerbungsunterlagen erkannt und führte, so Ernst Wirmer, der damalige Leiter der Personalabteilung, zu weiteren Erkundigungen, die aber nichts Nachteiliges ergaben. Von weit größerer Bedeutung für die Entscheidung, Brandl zu übernehmen, waren die herausragenden dienstlichen Beurteilungen, die er in den Jahren seiner Tätigkeit bei der Reichsumsiedlungsgesellschaft (RUGes) 1936 bis 1938 erhalten hatte. Wirmer, der 1944 vom NS-Staat für seinen dem Widerstand angehörigen Bruder Josef Wirmer in Sippenhaft genommen worden war, erinnerte sich an seinen ehemaligen Kollegen Brandl in der RUGes, der ein „ausgezeichneter Jurist“ und erstklassiger Zweigstellenleiter gewesen sei, darüber hinaus „auch in Verwaltungsdingen gut“. Die Einstellung Brandls als „Regierungsdirektor zur Wiederverwendung“ erfolgte zum 1. August 1954 in der Außenabteilung Koblenz des Amtes Blank, der von Wilhelm Rentrop geleiteten Abteilung V, die als Vorläuferin des späteren „Bundesamtes für Wehrtechnik und Beschaffung“ gilt. Brandl leitete die Referate V/A/1 („Haushalts- und Kassenwesen“) sowie A 2 („Rechtsangelegenheiten“) und erhielt noch im gleichen Jahr von Rentrop eine vorzügliche dienstliche Beurteilung. Als das Amt Blank 1955 zum Bundesministerium der Verteidigung wurde, wurde Brandl dort Regierungsdirektor. Er verlegte nun seinen Wohnsitz nach Koblenz.
Vom Verteidigungsministerium wechselte Brandl im Dezember 1956 in das Bundesministerium für Atomfragen. Er übernahm in der von Wolfgang Cartellieri geleiteten Abteilung I („Allgemeine Angelegenheiten, Recht und Verwaltung“) zunächst das Referat „Volkswirtschaftliche und soziale Angelegenheit“ (I A 3), ehe er 1957 die Leitung des Referats „Grundsatzfragen der Atomwirtschaft“ (I A 1) übernahm und zum Ministerialrat befördert wurde. Im selben Jahr zog er von Koblenz nach Bad Godesberg um, wo das Ministerium seinen Sitz hatte. Zusätzlich hatte er zuletzt noch die Funktion als Stellvertreter des Leiters der Gruppe I A („Recht und Gesellschaft“) unter Ministerialdirigent Hans Engelhardt inne. Damit wurde Brandl bis zu seinem Ausscheiden aus dem Ministerialdienst 1961, so die Historiker Raithel und Weise, einer der „ministeriellen Hauptakteure im Ausbau der bundesdeutschen Atomwirtschaft“. Ein Organisationsplan des Ministeriums vom 1. Oktober 1960 nennt neben grundsätzlichen Finanzierungs- und Steuerfragen bei der Nutzung der Kernenergie auch die Atomforschungsstätten Karlsruhe und Geesthacht als Aufgaben im Zuständigkeitsbereich des von Brandl geleiteten Referats.

### Geschäftsführer des Kernforschungszentrums Karlsruhe
Im zweiten Halbjahr 1961 wechselte Brandl aus dem Atomministerium, in dem er bereits für das Kernforschungszentrum Karlsruhe zuständig war, an diese im Aufbau befindliche Einrichtung, zunächst in Form einer Abordnung, bis er im Juli 1962 endgültig aus dem Ministerium ausschied. Brandl war nun „Sondergeschäftsführer“ bzw. kaufmännischer Geschäftsführer der seit 1959 bestehenden, zu 75 Prozent vom Bund und zu 25 Prozent vom Land Baden-Württemberg getragenen „Gesellschaft für Kernforschung mbH“. Diese Funktion nahm Brandl auf dem Hintergrund des starken Engagements der Bundesregierung für das Atomprogramm wahr, von der die Initiative zum Bau des „Mehrzweckforschungsreaktors“ (MZFR) des Kernforschungszentrums Karlsruhe ausging und die dessen Finanzierung übernahm.
Brandl hatte diese Funktion bis zu seinem Ausscheiden in den Ruhestand 1968 inne. Mit dem früheren I.G.-Farben-Chemiker und Manager Walther Schnurr sowie dem Juristen Rudolf Greifeld hatte Brandl Geschäftsführerkollegen am Karlsruher Kernforschungszentrum, die dem Historiker Rusinek zufolge wegen ihrer Führungserfahrungen im Zweiten Weltkrieg „schneidige Top-down-Entscheider“ waren. Die Historiker Thomas Raithel und Nils Weise urteilen: „Mit Greifeld, Schnurr und Brandl war ein massiv NS-belastetes Führungstrio in Karlsruhe installiert, das die Geschicke des Forschungszentrums bis Ende der 1960er Jahre bestimmte“. Dabei stand Brandl immer wieder in einem konfliktreichen Spannungsverhältnis zu den anderen Geschäftsführern, mit Rudolf Greifeld gab es sogar Streit darüber, wer wo seine Unterschrift auf gemeinsamen Dokumenten zu leisten habe.
Unfälle oder Störfälle versuchte Brandl zu verheimlichen oder zu verschleiern. So beschreibt der Historiker Joachim Radkau in seiner Habilitationsschrift zur Geschichte der deutschen Atomwirtschaft 1945–1975, wie Brandl den ersten ernsthaften Störfall an einem deutschen Kernkraftwerk, einen Defekt im Karlsruher MZFR am 2. März 1967, bei dem sechs Personen radioaktiv kontaminiert worden waren, gegenüber seinen Kollegen in der Geschäftsführung intern bagatellisierte. Erst vier Tage danach wurde Staatssekretär Cartellieri informiert, der sich besorgt darüber äußerte, wie der am Tag des Vorfalls ausgelöste Alarm wohl auf die Forscher selbst und die Bevölkerung der Nachbarschaft wirken würde. Als mit fünf Wochen Verspätung die Stuttgarter Zeitung am 13. April 1967 mit der Schlagzeile „Schwerer Reaktor-Zwischenfall“ und einen Tag später die Badische Volkszeitung mit der Überschrift „Unbehagliches Schweigen“ berichteten, kritisierte Cartellieri, dass die Karlsruher Leitung einer solch negativen Berichterstattung nicht durch eigene Presseerklärungen für „kurze Veröffentlichungen in den Tageszeitungen“ rechtzeitig den Wind aus den Segeln genommen hätte. Doch beim nächsten Störfall ein halbes Jahr später blieb Brandl bei seiner Linie. Die Firma Siemens äußerte nun im Unterschied zum ersten Störfall Bedenken gegen eine erneute Geheimhaltung, Brandl hingegen erklärte am 18. September 1967, es sei „nur dann eine Presseerklärung herauszugeben, wenn entweder die Presse es wünscht oder wenn sich die Lage am MZFR grundsätzlich gebessert hat“.

### Zeuge in Ermittlungsverfahren gegen NS-Verbrechen
Während seiner Zeit als Geschäftsführer des Kernforschungszentrums Karlsruhe wurde Brandl dreimal als Zeuge in Ermittlungsverfahren wegen NS-Verbrechen im Generalgouvernement vernommen. Seine erste Aussage bei den staatsanwaltschaftlichen Ermittlungen in Hannover gegen den damaligen SS-Untersturmführer Richard Nitschke wegen verschiedener Mordtaten in dem polnischen Ort Włodawa, u. a. der Deportation von Kindern ins Vernichtungslager Sobibor, ist in den Akten nicht mehr auffindbar. Seine zweite Vernehmung vom 29. Juli 1964 erfolgte in Karlsruhe im Vorfeld des Prozesses gegen Rudolf Röder u. a. wegen der Ausbeutung und Ermordung von überwiegend jüdischen Häftlingen im Zwangsarbeitslager Lemberg-Janowska. Brandl gab in der kurzen, von einem Richter durchgeführten Vernehmung an, über die Judenvernichtung nur am Rande informiert gewesen zu sein: „Es ergab sich im Laufe der Zeit gleichsam mosaikartig, daß man auch Teile der jüdischen Bevölkerung umbrachte.“ Zudem sei er als Leiter der Abteilung Wirtschaft selbst vom zunehmenden Mangel an jüdischen Arbeitskräften betroffen gewesen. Dabei bezog er sich auf ein Treffen mit SS- und Polizeiführer Fritz Katzmann, bei dem dieser die ursprünglich zugesagten Arbeitskräfte zurückgenommen habe.
Bei der dritten Vernehmung Brandls am 24. Mai 1966 in der Kriminalaußenstelle Karlsruhe durch Vertreter der Generalstaatsanwaltschaft beim Landgericht Berlin und der Staatsanwaltschaft Lübeck ging es um Ermittlungen gegen die ehemaligen Kreishauptleute im Generalgouvernement Hans-Walter Zinser und Hans-Adolf Asbach. Brandl äußerte in der fünfstündigen Vernehmung nichts Belastendes gegen die Beschuldigten und betonte im Hinblick auf die eigene Tätigkeit im Generalgouvernement, Zivilverwaltungsfachleute wie er trügen aus drei Gründen keine Mitverantwortung für das mörderische Besatzungsregime. Erstens sei er schon qua Amt in keiner Weise am Massenmord beteiligt gewesen. Zweitens, so wörtlich, hätten „die Angehörigen der Zivilverwaltung damals am Schicksal der jüdischen Bevölkerung nichts ändern“ können, ja, vorsichtig sein müssen, selbst keine „Nachteile“ zu riskieren. Drittens habe er ohnehin versucht, die Juden als Arbeitskräfte am Leben zu erhalten. Zudem behauptete Brandl eine innere Distanz zum NS-Regime.

### Ruhestand und Tod
1968 schied Brandl aus dem Karlsruher Kernforschungszentrum aus und trat in den Ruhestand. Er lebte seit Beginn der 1970er Jahre zurückgezogen in Passau. Anlässlich seines 80. Geburtstages ernannte ihn der Passauer Ruderverein, dessen Vorsitzender er von 1934 bis 1936 gewesen war, zum „Ehrenrat“. Im August 1991 starb er im Alter von neunzig Jahren in Passau.

## Zur Rezeption in der Forschung
In der geschichtswissenschaftlichen Literatur fand Josef Brandl erstmals 1983 in Joachim Radkaus Habilitationsschrift zur deutschen Atomwirtschaft Beachtung, und zwar seine Rolle bei der Vertuschung von Störfällen. Ein Hinweis zu Brandls Tätigkeit vor 1945 fehlt hier noch. In der Holocaustforschung wurde Brandl erstmals in der 1999 erschienenen Studie des polnischen Historikers Bogdan Musiał zur Judenverfolgung im Generalgouvernement in seinen wesentlichen Tätigkeiten als Abteilungsleiter Wirtschaft und Amtschef in den Distrikten Krakau und Galizien im besetzten Generalgouvernement thematisiert. Dabei vertritt Musial die These, es sei „kein Zufall, daß 1954 Dr. Josef Brandl im Amt Blank als Zivilangestellter und dann als Ministerialrat eingestellt wurde“, denn ehemalige Beamte des Generalgouvernements seien im Verteidigungsministerium „besonders stark vertreten“ gewesen. Als weiteres Beispiel für eine solche Karriere führt Musial Eberhard Barth an. Auch der Historiker Dieter Pohl nennt 1996 in seiner grundlegenden Arbeit zur nationalsozialistischen Judenverfolgung in Ostgalizien knapp die wesentlichen Funktionen Brandls. In Markus Roths Untersuchung zu den deutschen Kreishauptleuten im besetzten Polen wird Brandl in einer Fußnote abgehandelt.
Ausführlichere Darstellungen liegen erst seit dem Gutachten Bernd-A. Rusineks zum Fall Rudolf Greifeld aus dem Jahr 2019 vor, das vom Senat des Karlsruher Instituts für Technologie in Auftrag gegeben worden war, um zu prüfen, ob die Verleihung des Titels eines Ehrensenators an Greifeld im Jahre 1969 zurückgenommen werden sollte, da dieser als Kriegsverwaltungsrat in Paris während des Zweiten Weltkriegs die antisemitische NS-Verbrechenspolitik unterstützt hatte. In diesem Gutachten geht Rusinek auch ausführlich auf Greifelds Geschäftsführerkollegen Brandl ein. 2022 erschien dann die Studie der Historiker am Institut für Zeitgeschichte Thomas Raithel und Nils Weise zur Geschichte des deutschen Atom- und Forschungsministeriums mit einem eigenen Kapitel zur Rolle Brandls vor und nach 1945.

## Schriften
- Herausgeber (unter Mitarbeit von Manfred Blechschmidt): Bestimmungen über die Beförderung radioaktiver Stoffe. Loseblattsammlung. Nomos, Baden-Baden 1971 ff.